# Anamaria Marinca
Anamaria Marinca (Iași, 1º aprile 1978) è un'attrice rumena.

## Biografia
Anamaria Marinca è figlia di un professore universitario e di una violinista, entrambi rumeni. Già da piccola è rimasta affascinata dalla recitazione, tanto da frequentare l'università "George Enescu" delle arti di musica e teatro di Iași. Debutta in televisione nel 2004 con il film Sex Traffic, grazie al quale vince un BAFTAs come miglior attrice. Nel gennaio 2008 è stata premiata come miglior attrice al Palm Springs International Film Festival con il film 4 mesi, 3 settimane, 2 giorni.

## Filmografia

### Cinema
- 4 mesi, 3 settimane, 2 giorni (4 luni, 3 saptamâni si 2 zile), regia di Cristian Mungiu (2007)
- Un'altra giovinezza (Youth Without Youth), regia di Francis Ford Coppola (2007)
- Boogie, regia di Radu Muntean (2008)
- L'ombra della vendetta - Five Minutes of Heaven (Five Minutes of Heaven), regia di Oliver Hirschbiegel (2009)
- Storm (Sturm), regia di Hans-Christian Schmid (2009)
- La contessa (The Countess), regia di Julie Delpy (2009)
- De vliegenierster van Kazbek, regia di Ineke Smits (2010)
- The Pizza Miracle, regia di Tony Grisoni - cortometraggio (2010)
- Europa Report, regia di Sebastián Cordero (2013)
- Fury, regia di David Ayer (2014)
- Florida (Floride), regia di Philippe Le Guay (2015)
- La ragazza che sapeva troppo (The Girl with All the Gifts), regia di Colm McCarthy (2016)
- Nico, 1988, regia di Susanna Nicchiarelli (2017)
- The Old Guard, regia di Gina Prince-Bythewood (2020)
- Non sarai sola (You Won't Be Alone), regia di Goran Stolevski (2022)
- Domaḱinstvo za početnici, regia di Goran Stolevski (2023)

### Televisione
- Sex Traffic – film TV (2004)
- Hotel Babylon – serie TV, 1 episodio (2006)
- The Last Enemy – serie TV, 5 episodi (2008)
- Marte – serie TV, 12 episodi (2016-2018)
- L'ispettore Gently (Inspector George Gently) – serie TV, 1 episodio (2017)
- L'ispettore Barnaby (Midsomer Murders) – serie TV, episodio 19x05 (2017)
- Tin Star – serie TV, 8 episodi (2019)
- Temple – serie TV, 5 episodi (2019)
- The Chelsea Detective – serie TV, 4 episodi (2022)